# NGC 3940
NGC 3940 ist eine elliptische Galaxie vom Hubble-Typ E im Sternbild Löwe nördlich der Ekliptik. Sie ist schätzungsweise 285 Millionen Lichtjahre von der Milchstraße entfernt und hat einen Durchmesser von etwa 145.000 Lj.
Im selben Himmelsareal befinden sich u. a. die Galaxien NGC 3929, NGC 3946, NGC 3947, NGC 3954.
Das Objekt wurde am 26. April 1785 von dem Astronomen Wilhelm Herschel entdeckt.